# Not Too Late
Not Too Late é o terceiro álbum de estúdio de Norah Jones lançado nos Estados Unidos em Janeiro de 2007. 
Foi produzido por  Lee Alexander que já tinha escrito as letras e foi o baxista de outras músicas. Foi o primeiro álbum de Norah Jones Gravado pela EMI Music. O álbum vendeu até o momento mais de 6 milhões de cópias. 
O disco estreou no nº 1 da Billboard 200, com vendas superiores a 400 mil na primeira semana.
De acordo com Nielsen SoundScan, foi o 18º álbum mais vendido de 2007 nos Estados Unidos, com vendas de 2 milhão cópias.

## Faixas
1. "Wish I Could" (Norah Jones, Lee Alexander) - 4:17
2. "Sinkin' Soon" (Alexander, Jones) - 4:37
3. "The Sun Doesn't Like You" (Jones, Alexander) - 2:59
4. "Until the End" (Jones, Alexander) - 3:55
5. "Not My Friend" (Jones) - 2:54
6. "Thinking About You" (Jones, Ilhan Ersahin) - 3:20
7. "Broken" (Jones, Alexander) - 3:20
8. "My Dear Country" (Jones) - 3:24
9. "Wake Me Up" (Jones, Alexander) - 2:46
10. "Be My Somebody" (Jones) - 3:36
11. "Little Room" (Jones) - 2:43
12. "Rosie's Lullaby" (Jones, Daru Oda) - 3:56
13. "Not Too Late" (Jones, Alexander) - 3:31

### Disco Deluxe
1. "Thinking About You"  (video clipe)
2. "Sinkin' Soon"  (video clipe)
3. "Until the End"   (video clipe)
4. "Thinking About You"  (Making Of)
5. "Sinkin' Soon"  (Making Of)
6. "Apresentação ao vivo" gravada na Califórnia em novembro de 2006
7. "Entrevista de 12 minutos" com Norah Jones